# Grzegorz Gaża
Grzegorz Krzysztof Gaża (ur. 23 marca 1972 w Pszczynie) – polski polityk, samorządowiec i przedsiębiorca, poseł na Sejm IX i X kadencji.

## Życiorys
Absolwent Zespołu Szkół Budowlano-Mechanicznych w Tychach oraz studiów z zarządzania przedsiębiorstwem w Wyższej Szkole Biznesu w Dąbrowie Górniczej. Zajął się prowadzeniem działalności gospodarczej w branży transportowej.
W wyborach samorządowych w 1998 bezskutecznie ubiegał się o mandat radnego Pszczyny z listy Akcji Wyborczej Solidarność. Zaangażował się w działalność polityczną w ramach Prawa i Sprawiedliwości, w 2017 został przewodniczącym struktur partii w Pszczynie. W 2006 zdobył mandat radnego rady gminy. W 2010 i 2014 bez powodzenia kandydował do sejmiku śląskiego, a w 2007 i 2011 do Sejmu. Mandat radnego wojewódzkiego uzyskał w 2015 w miejsce Bożeny Borys-Szopy. W 2018 z powodzeniem ubiegał się o reelekcję w wyborach do sejmiku, objął w nim stanowisko przewodniczącego komisji skarg, wniosków i petycji.
W wyborach parlamentarnych w 2019 uzyskał mandat posła na Sejm IX kadencji w okręgu bielskim (zdobył 11 526 głosów). W wyborach w 2023 z powodzeniem ubiegał się o poselską reelekcję, otrzymując 11 940 głosów.